# Kido Takayoshi
Kido Takayoshi, även känd som Kido Koin, markis, japansk statsman.
Kido var ledare för reformivrarna från Chōshū (nuvarande Yamaguchi prefektur i de strider, som utmynnade i det stora systemskiftet 1868. Han var en tid inrikesminister, deltog 1871-73 i den stora beskickningen till Amerika och Europa, under Iwakura Tomomis ledning.
Kort efter hemkomsten drog sig Kido tillbaka från statstjänsten och verkade under sina sista år som grundläggare av ett tidningsföretag för folkets politiska upplysning. Kido anses ha varit en av de rikast begåvade bland ledarna för Japans nydaning; han hedrades efter sin död av kejsaren med markisvärdighet.